# Megamelus timehri
Megamelus timehri är en insektsart som beskrevs av Frederick Arthur Godfrey Muir 1919. Megamelus timehri ingår i släktet Megamelus och familjen sporrstritar. Inga underarter finns listade i Catalogue of Life.